# Samu Chukwueze
Samuel Chimerenka Chukwueze (Ikwuano, Abia, 22 de mayo de 1999), conocido deportivamente como Samu Chukwueze, es un futbolista nigeriano que juega como delantero en el A. C. Milan de la Serie A de Italia.

## Trayectoria
Samu se formó en la Diamond Football Academy de Nigeria, siendo elegido como jugador más influyente de su cantera en 2016. En julio de 2017 fichó por el equipo juvenil del Villarreal C. F., que pagó unos 500 000 euros. El 15 de abril debutó con el filial amarillo en un encuentro ante el C. E. Sabadell F. C. a domicilio. El 20 de mayo, en su sexto partido, marcó su primer gol con el Villarreal C. F. "B" en la victoria por 1 a 3 ante el Bilbao Athletic en San Mamés. El 10 de junio marcó su segundo tanto en los play-offs de ascenso ante el C. F. Fuenlabrada.
El 20 de septiembre de 2018, tras un ascenso meteórico, debutó con el Villarreal C. F. en un encuentro de Liga Europa ante el Rangers F. C. El 1 de noviembre marcó su primer gol con el equipo amarillo en un empate como visitante (3-3) ante la U. D. Almería en Copa del Rey. El 11 de noviembre anotó su primer tanto en Primera División en un empate a domicilio (2-2) ante el Rayo Vallecano. El día 25 de noviembre consiguió anotar su primer gol como local, en Primera División, en el Estadio de la Cerámica en una victoria (2-1) ante el Real Betis. El 2 de abril marcó uno de los goles en el empate a cuatro ante el F. C. Barcelona.
El 12 de abril de 2022 marcó en el tramo final del partido de vuelta de los cuartos de final de la Liga de Campeones ante el Bayern de Múnich el gol del empate que dio la clasificación del equipo para las semifinales de la competición por segunda vez en su historia.
El 27 de julio de 2023 puso fin a cinco años en Villarreal en los que jugó más de 200 partidos con el primer equipo. Fue traspasado al A. C. Milan con el que firmó un contrato hasta junio de 2028.

## Selección nacional
Samu fue convocado para el Mundial sub-17 de Chile de 2015 con la selección de Nigeria, que se proclamó campeona tras vencer a Malí en la final. Chukwueze logró tres tantos en siete partidos, proclámandose bota de bronce del torneo.
El 30 de octubre de 2018 fue convocado por la selección nigeriana. Su debut se produjo el 20 de noviembre en un amistoso ante Uganda.

## Estadísticas

### Clubes
Actualizado al último partido disputado el 24 de mayo de 2025.
| Club                          | Div.          | Temporada     | Liga  | Liga  | Copas nacionales | Copas nacionales | Copas internacionales | Copas internacionales | Total | Total |
| Club                          | Div.          | Temporada     | Part. | Goles | Part.            | Goles            | Part.                 | Goles                 | Part. | Goles |
| ----------------------------- | ------------- | ------------- | ----- | ----- | ---------------- | ---------------- | --------------------- | --------------------- | ----- | ----- |
| Villarreal C. F. "B" · España | 2.ª B         | 2017-18       | 11    | 2     | —                | —                | —                     | —                     | 11    | 2     |
| Villarreal C. F. "B" · España | 2.ª B         | 2018-19       | 9     | 2     | —                | —                | —                     | —                     | 9     | 2     |
| Villarreal C. F. "B" · España | Total club    | Total club    | 20    | 4     | 0                | 0                | 0                     | 0                     | 20    | 4     |
| Villarreal C. F. · España     | 1.ª           | 2018-19       | 26    | 5     | 3                | 2                | 9                     | 1                     | 38    | 8     |
| Villarreal C. F. · España     | 1.ª           | 2019-20       | 37    | 3     | 4                | 1                | —                     | —                     | 41    | 4     |
| Villarreal C. F. · España     | 1.ª           | 2020-21       | 28    | 4     | 1                | 0                | 11                    | 1                     | 40    | 5     |
| Villarreal C. F. · España     | 1.ª           | 2021-22       | 27    | 3     | 2                | 2                | 9                     | 2                     | 38    | 7     |
| Villarreal C. F. · España     | 1.ª           | 2022-23       | 37    | 6     | 4                | 4                | 9                     | 3                     | 50    | 13    |
| Villarreal C. F. · España     | Total club    | Total club    | 155   | 21    | 14               | 9                | 38                    | 7                     | 207   | 37    |
| A. C. Milan · Italia          | 1.ª           | 2023-24       | 24    | 1     | 1                | 0                | 8                     | 2                     | 33    | 3     |
| A. C. Milan · Italia          | 1.ª           | 2024-25       | 26    | 3     | 3                | 2                | 7                     | 0                     | 36    | 5     |
| A. C. Milan · Italia          | Total club    | Total club    | 50    | 4     | 4                | 2                | 15                    | 2                     | 69    | 8     |
| Total carrera                 | Total carrera | Total carrera | 225   | 29    | 18               | 11               | 53                    | 9                     | 296   | 49    |
| 1. 2.                         |               |               |       |       |                  |                  |                       |                       |       |       |

## Palmarés

### Títulos nacionales
| Título              | Club        | País   | Año  |
| ------------------- | ----------- | ------ | ---- |
| Supercopa de Italia | A. C. Milan | Italia | 2024 |

### Títulos internacionales
| Título                 | Equipo (*)       | Sede   | Año  |
| ---------------------- | ---------------- | ------ | ---- |
| Mundial sub-17         | Nigeria sub-17   | Chile  | 2015 |
| Liga Europa de la UEFA | Villarreal C. F. | Gdansk | 2021 |

(*) Incluyendo la selección.